# Grand Prismatic Spring
Grand Prismatic Spring v Yellowstonském národním parku je největší termální pramen ve Spojených státech a třetí největší na světě, po Frying Pan Lake na Novém Zélandu a Boiling Lake v Dominice. Nachází se v pánvi Midway Geyser Basin.
Grand Prismatic Spring byl zaznamenán geology pracujícími na Haydenově Geologickém Průzkumu v roce 1871 a byl pojmenován pro své nápadné zbarvení. Jeho duhové barvy odpovídají rozptýlení bílého světla pomocí optického hranolu: červená, oranžová, žlutá, zelená a modrá.

## Historie

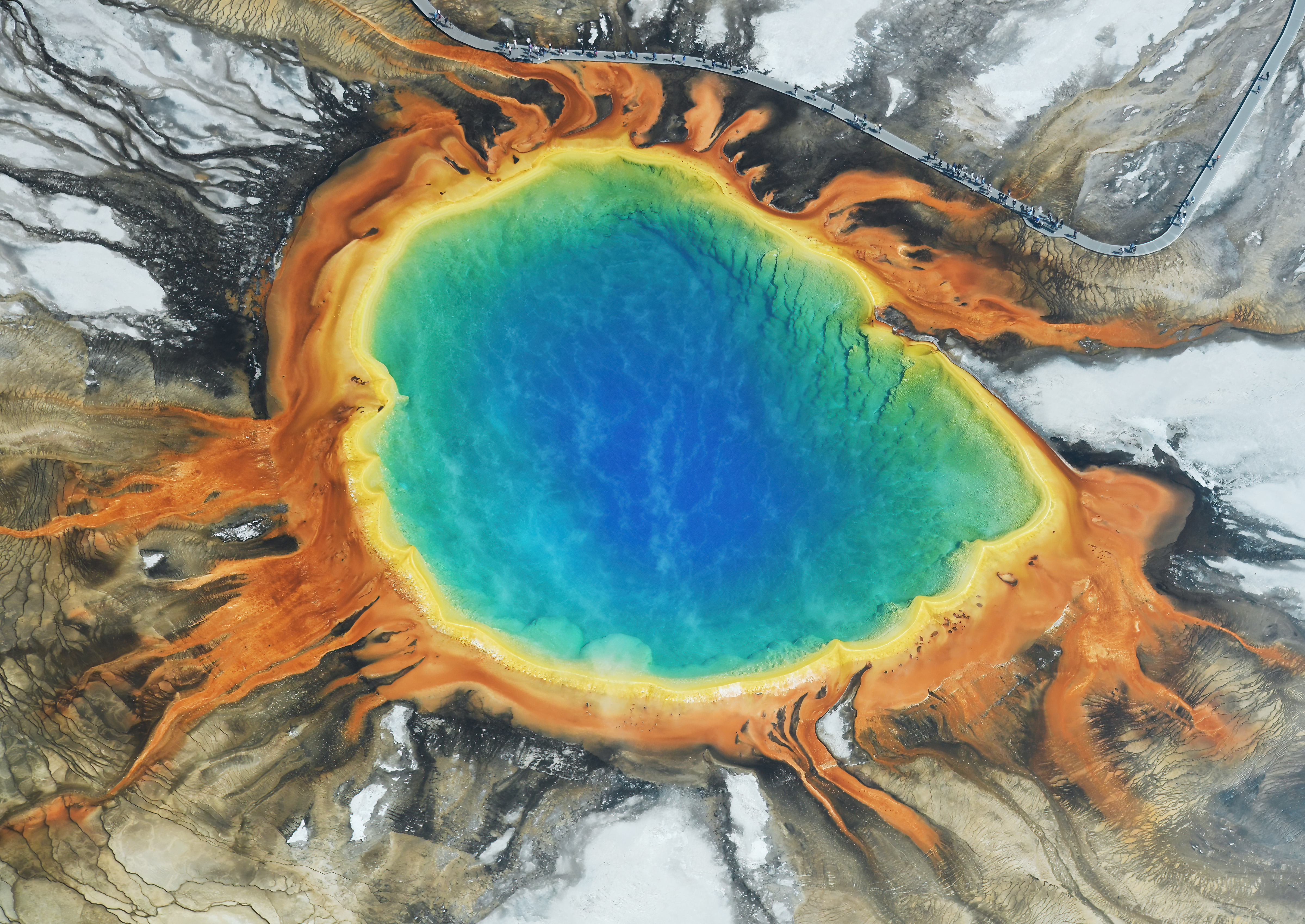
Letecký pohled

První záznamy o prameni pocházejí od raných evropských průzkumníků a inspektorů. V roce 1839 skupina lovců kožešin z Americké kožešinové společnosti překročila Midway Geyser Basin a poznamenala si „vřící jezero“, s největší pravděpodobností Grand Prismatic Spring, s průměrem 90 metrů (300 stop). V roce 1870 pramen navštívila Washburn–Langford–Doane Expedice, přičemž si všimla nedalekého 15 metrů (50 stop) vysokého gejzíru (později pojmenovaného Excelsior).

## Barva

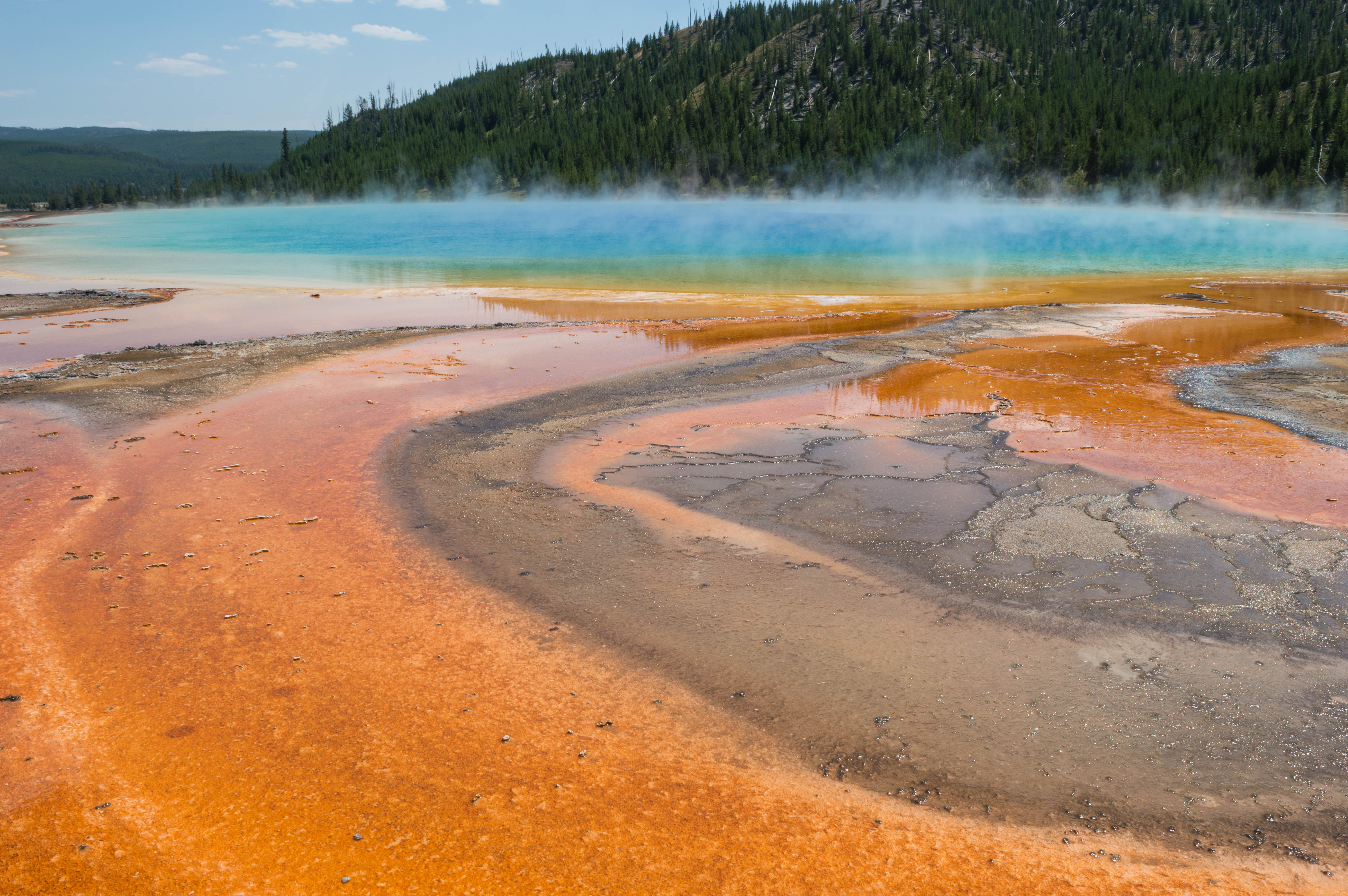
Mikrobiální rohož

Živé barvy pramene jsou výsledkem mikrobiální rohože kolem okrajů a vody bohaté na minerály. Rohože vytvářejí barvy od zelené k červené. Množství barvy v mikrobiální rohoži závisí na poměru chlorofylu ke karotenoidům a na teplotním gradientu v odtoku. V létě mají rohože tendenci být oranžové až červené, zatímco v zimě rohože jsou obvykle tmavě zelené. Střed bazénu je v důsledku extrémní teploty sterilní.
Tmavě modrá barva vody ve středu jezera je výsledkem vnitřní modré barvy vody. Efekt je nejsilnější ve středu pramene kvůli jeho sterilitě a hloubce.

## Fyzická struktura
Pramen má průměr přibližně 110 metrů a hloubku 50 metrů. Odpaří přibližně 2100 litrů vody o teplotě 70 °C za minutu.